# جالين جونز
جالين جونز (بالإنجليزية: Jalen Jones)‏ مواليد 27 مايو 1993 في دالاس، هو لاعب كرة سلة أمريكي. بدأ مسيرته الاحترافية في سنة 2016. يلعب مع مين ريد كلوز في دوري الرابطة الوطنية لفئة التطوير. يحمل الرقم 12. يبلغ طوله 6 قدم 7 بوصة (2.0 م).

## روابط خارجية
- جالين جونز على موقع إن بي أي (الإنجليزية)
- جالين جونز على موقع سبورتس رفرنس (الإنجليزية)
- جالين جونز على موقع الدوري الإسباني لكرة السلة (الإسبانية)
- جالين جونز على موقع كرة السلة الأوروبية.كوم (الإنجليزية)
- جالين جونز على موقع DraftExpress.com (الإنجليزية)
- جالين جونز على موقع إي إس بي إن.كوم (الإنجليزية)
- جالين جونز على موقع كلية كرة السلة في سبورتس رفرنس.كوم (الإنجليزية)
- جالين جونز على موقع ريلجم (الإنجليزية)
- جالين جونز على موقع بروبوليرز (الإنجليزية)
- جالين جونز على موقع سبورتس رفرنس (الإنجليزية)